# Einstein (station)
Einstein är en tunnelbanestation i tunnelbanesystemet Metro de Santiago i Santiago, Chile. Namnet kommer från en gata i närheten, avenida Albert Einstein (döpt efter Albert Einstein). Nästföljande station i riktning mot Vespucio Norte är Dorsal och nästa station i riktning mot Hospital El Pino är Cementerios. Fotbollsarenan Estadio Santa Laura-Universidad SEK ligger i närheten av stationen, som är den närmaste till arenan.